# Liste der Monuments historiques in Plogoff
Die Liste der Monuments historiques in Plogoff führt die Monuments historiques in der französischen Gemeinde Plogoff auf.

## Liste der Bauwerke
| Bezeichnung         | Beschreibung | Standort | Kennzeichnung | Schutzstatus | Datum | Bild |
| ------------------- | ------------ | -------- | ------------- | ------------ | ----- | ---- |
| Phare de la Vieille | Leuchtturm   | (Lage)   | PA29000080    | Inscrit      | 2015  |      |

## Liste der Objekte
- Monuments historiques (Objekte) in Plogoff in der Base Palissy des französischen Kultusministeriums